# Uhunoma Osazuwa
Uhunoma Naomi Osazuwa (Oakland, 1º novembre 1987) è un'ex multiplista nigeriana con cittadinanza statunitense.

## Biografia
Nata in California da emigrati nigeriani, Osazuwa frequenta l'Università di Syracuse e successivamente quella del Michigan, dove si laurea in farmacia e in cui gareggia ai campionati NCAA.
Dal 2011 compete internazionalmente con la nazionale nigeriana, prendendo parte ai Campionati africani, ai Giochi panafricani, vincendo un oro nel 2015, e partecipando a due edizioni dei Giochi olimpici. A Londra 2012, Osazuwa si è fermata dopo aver gareggiato in cinque eventi; mentre a Rio de Janeiro 2016 si è classificata ventottesima.

## Palmarès
| Anno                            | Manifestazione      | Sede           | Evento        | Risultato | Prestazione | Note |
| ------------------------------- | ------------------- | -------------- | ------------- | --------- | ----------- | ---- |
| In rappresentanza della Nigeria |                     |                |               |           |             |      |
| 2011                            | Universiadi         | Shenzen        | Eptathlon     | 11ª       | 5589 p.     |      |
| 2011                            | Giochi panafricani  | Maputo         | Salto in alto | Argento   | 1,80 m      |      |
| 2011                            | Giochi panafricani  | Maputo         | Eptathlon     | dnf       | dnf         |      |
| 2012                            | Campionati africani | Porto-Novo     | 100 m hs      | Bronzo    | 13"61       |      |
| 2012                            | Campionati africani | Porto-Novo     | Eptathlon     | 5ª        | 5126 p.     |      |
| 2012                            | Giochi olimpici     | Londra         | Eptathlon     | dnf       | dnf         |      |
| 2015                            | Mondiali            | Pechino        | Eptathlon     | 18ª       | 5951 p.     |      |
| 2015                            | Giochi panafricani  | Brazzaville    | Eptathlon     | Oro       | 5892 p.     |      |
| 2016                            | Campionati africani | Durban         | Eptathlon     | Oro       | 6153 p.     |      |
| 2016                            | Giochi olimpici     | Rio de Janeiro | Eptathlon     | 28ª       | 4916 p.     |      |

## Altre competizioni internazionali
2011
- Bronzo ai Campionati NACAC di prove multiple ( Kingston), eptathlon - 5506 p.